# Балтінавський край
Балтіна́вський кра́й (латис. Baltinavas novads) — адміністративно-територіальна одиниця Латвійської Республіки. Розташований у східній частині країни, в історичному регіоні Латгалія. Адміністративний центр — Балтінава. Створений 2009 року. Площа — 185 км². Населення — 1177 осіб (2011). 